# Međunarodni kazneni sud
██ države stranke Rimskog statuta
██ države potpisnice Rimskog statuta
Međunarodni kazneni sud (engl. International Criminal Court; franc. Cour pénale internationale) stalna je ustanova, osnovana na temelju Rimskog statuta Međunarodnoga kaznenog suda koji je stupio na snagu 1. srpnja 2002. Sud je ovlašten sukladno Statutu izvršavati svoju sudbenost nad osobama za najteža kaznena djela međunarodnog značaja. Sjedište suda je u Den Haagu, Nizozemska. Sud je samostalna međunarodna organizacija i nije dio sustava Ujedinjenih naroda.

## Stvarna nadležnost
Stvarna nadležnost Suda ograničena je na najteža kaznena djela, značajna za cijelu međunarodnu zajednicu. Sukladno Statutu, Sud je nadležan za:
- zločin genocida;
- zločine protiv čovječnosti;
- ratne zločine;
- zločine agresije.

Sud će biti nadležan za zločin agresije nakon što se ustanove njegova obilježja te odrede za nj pretpostavke stvarne nadležnosti. Sud je nadležan samo za kaznena djela počinjena nakon stupanja Statuta na snagu.

## Tijela suda
Sud ima Skupštinu država stranaka. Svaka država ima u Skupštini jednoga zastupnika kojega mogu pratiti zamjenici i savjetnici. 
Sud se sastoji od sljedećih tijela:
- Predsjedništva;
- Žalbenog odjela, Raspravnog odjela i Predraspravnog odjela;
- Ureda Tužitelja;
- Tajništva.

## Vanjske poveznice
- Službene stranice